# Liste der Länderspiele der Futsalnationalmannschaft der Vereinigten Arabischen Emirate
Die Liste der Länderspiele der Futsalnationalmannschaft der Vereinigten Arabischen Emirate enthält alle Länderspiele der Auswahl der Vereinigten Arabischen Emirate der Männer in der Hallenfußballvariante Futsal. Die Mannschaft vertritt dabei die United Arab Emirates Football Association und debütierte im Februar 1995; nach 16 Jahren Pause folgten erst im Juli 2011 weitere Länderspiele.

## Liste der Länderspiele
| Nr. | Datum         | Austragungsort     | Gegner              | Ergebnis | Anlass                                  |
| --- | ------------- | ------------------ | ------------------- | -------- | --------------------------------------- |
| 1   | 17. Feb. 1995 | Abu Dhabi          | Belarus             | 4:8      | Freundschaftsturnier                    |
| 2   | 15. Juli 2011 | Manama (BAH)       | Bahrain             | 1:1      | Freundschaftsspiel                      |
| 3   | 16. Juli 2011 | Manama (BAH)       | Bahrain             | 3:1      | Freundschaftsspiel                      |
| 4   | 4. Sep. 2011  | Paola (MAL)        | Griechenland        | 1:1      | Nationenpokal                           |
| 5   | 5. Sep. 2011  | Paola (MAL)        | Schweiz             | 1:1      | Nationenpokal                           |
| 6   | 7. Sep. 2011  | Paola (MAL)        | Malta               | 8:2      | Nationenpokal                           |
| 7   | 30. Okt. 2011 | Schardscha         | Saudi-Arabien       | 2:6      | Freundschaftsspiel                      |
| 8   | 31. Okt. 2011 | Dubai              | Saudi-Arabien       | 5:4      | Freundschaftsspiel                      |
| 9   | 2. Nov. 2011  | Schardscha         | Turkmenistan        | 2:2      | Freundschaftsspiel                      |
| 10  | 3. Nov. 2011  | Dubai              | Turkmenistan        | 5:1      | Freundschaftsspiel                      |
| 11  | 4. Nov. 2011  | Dubai              | Turkmenistan        | 0:3      | Freundschaftsspiel                      |
| 12  | 9. Dez. 2011  | Kuwait-Stadt (KUW) | Libanon             | 1:3      | AFC Futsal Championship (Qualifikation) |
| 13  | 10. Dez. 2011 | Kuwait-Stadt (KUW) | Irak                | 1:4      | AFC Futsal Championship (Qualifikation) |
| 14  | 11. Dez. 2011 | Kuwait-Stadt (KUW) | Bahrain             | 4:2      | AFC Futsal Championship (Qualifikation) |
| 15  | 10. Feb. 2012 | Tunis (TUN)        | Libyen              | 0:8      | Arabischer-Frühlings-Turnier            |
| 16  | 12. Feb. 2012 | La Goulette (TUN)  | Tunesien            | 4:4      | Arabischer-Frühlings-Turnier            |
| 17  | 15. Feb. 2012 | Ariana (TUN)       | Katar               | 3:0      | Arabischer-Frühlings-Turnier            |
| 18  | 26. Apr. 2012 | Beirut (LEB)       | Libanon             | 1:5      | Freundschaftsspiel                      |
| 19  | 27. Apr. 2012 | Beirut (LEB)       | Libanon             | 3:3      | Freundschaftsspiel                      |
| 20  | 18. Mai 2012  | Schardscha         | Katar               | 5:3      | Freundschaftsspiel                      |
| 21  | 19. Mai 2012  | Schardscha         | Tadschikistan       | 4:0      | Freundschaftsspiel                      |
| 22  | 25. Mai 2012  | Dubai              | Turkmenistan        | 3:1      | AFC Futsal Championship                 |
| 23  | 26. Mai 2012  | Dubai              | Kirgisistan         | 1:3      | AFC Futsal Championship                 |
| 24  | 27. Mai 2012  | Dubai              | Thailand            | 2:4      | AFC Futsal Championship                 |
| 25  | 14. Juni 2013 | Bangkok (THA)      | Myanmar             | 5:3      | Freundschaftsspiel                      |
| 26  | 19. Juni 2013 | Bangkok (THA)      | Thailand            | 2:8      | Freundschaftsspiel                      |
| 27  | 21. Juni 2013 | Bangkok (THA)      | Myanmar             | 3:3      | Freundschaftsspiel                      |
| 28  | 27. Juni 2013 | Incheon (KOR)      | Iran                | 00:13    | Asian Indoor & Martial Arts Games       |
| 29  | 29. Juni 2013 | Incheon (KOR)      | Irak                | 3:2      | Asian Indoor & Martial Arts Games       |
| 30  | 24. Sep. 2013 | Doha (QAT)         | Bahrain             | 4:6      | Arabischer-Golf-Meisterschaft           |
| 31  | 25. Sep. 2013 | Doha (QAT)         | Saudi-Arabien       | 3:5      | Arabischer-Golf-Meisterschaft           |
| 32  | 27. Sep. 2013 | Doha (QAT)         | Katar               | 1:8      | Arabischer-Golf-Meisterschaft           |
| 33  | 28. Sep. 2013 | Doha (QAT)         | Kuwait              | 2:6      | Arabischer-Golf-Meisterschaft           |
| 34  | 23. Nov. 2013 | Schardscha         | Saudi-Arabien       | 2:3      | Freundschaftsspiel                      |
| 35  | 24. Nov. 2013 | Schardscha         | Saudi-Arabien       | 2:2      | Freundschaftsspiel                      |
| 36  | 5. Sep. 2014  | Dubai              | Irak                | 0:1      | Freundschaftsspiel                      |
| 37  | 7. Sep. 2014  | Al Awir            | Irak                | 2:2      | Freundschaftsspiel                      |
| 38  | 13. Sep. 2014 | Malacky (SVK)      | Slowakei            | 0:2      | Freundschaftsspiel                      |
| 39  | 12. Nov. 2014 | Dubai              | Usbekistan          | 1:3      | Freundschaftsspiel                      |
| 40  | 13. Nov. 2014 | Dubai              | Usbekistan          | 0:3      | Freundschaftsspiel                      |
| 41  | 9. Jan. 2015  | Bern (SUI)         | Schweiz             | 1:3      | Freundschaftsspiel                      |
| 42  | 10. Jan. 2015 | Bern (SUI)         | Schweiz             | 1:6      | Freundschaftsspiel                      |
| 43  | 13. Feb. 2015 | Dubai              | Griechenland        | 1:2      | Freundschaftsspiel                      |
| 44  | 14. Feb. 2015 | Dubai              | Griechenland        | 1:1      | Freundschaftsspiel                      |
| 45  | 25. Feb. 2015 | Dubai              | Saudi-Arabien       | 1:2      | Freundschaftsspiel                      |
| 46  | 27. Feb. 2015 | Dubai              | Oman                | 3:5      | Freundschaftsspiel                      |
| 47  | 2. März 2015  | Dubai              | Irak                | 1:1      | Freundschaftsspiel                      |
| 48  | 3. März 2015  | Dubai              | Irak                | 2:5      | Freundschaftsspiel                      |
| 49  | 10. März 2015 | Madinat Isa (BAH)  | Bahrain             | 1:0      | Arabischer-Golf-Meisterschaft           |
| 50  | 11. März 2015 | Madinat Isa (BAH)  | Kuwait              | 1:3      | Arabischer-Golf-Meisterschaft           |
| 51  | 12. März 2015 | Madinat Isa (BAH)  | Oman                | 2:0      | Arabischer-Golf-Meisterschaft           |
| 52  | 14. März 2015 | Madinat Isa (BAH)  | Katar               | 2:2      | Arabischer-Golf-Meisterschaft           |
| 53  | 15. März 2015 | Madinat Isa (BAH)  | Saudi-Arabien       | 2:2      | Arabischer-Golf-Meisterschaft           |
| 54  | 17. März 2015 | Madinat Isa (BAH)  | Katar               | 3:4      | Arabischer-Golf-Meisterschaft           |
| 55  | 18. März 2015 | Madinat Isa (BAH)  | Oman                | 3:2      | Arabischer-Golf-Meisterschaft           |
| 56  | 6. Aug. 2015  | Dubai              | Tadschikistan       | 5:3      | Freundschaftsspiel                      |
| 57  | 8. Aug. 2015  | Dubai              | Tadschikistan       | 3:3      | Freundschaftsspiel                      |
| 58  | 18. Sep. 2015 | Dubai              | Georgien            | 2:5      | Freundschaftsspiel                      |
| 59  | 19. Sep. 2015 | Dubai              | Georgien            | 1:2      | Freundschaftsspiel                      |
| 60  | 27. Sep. 2015 | Shah Alam (MLY)    | Malaysia            | 0:6      | Freundschaftsspiel                      |
| 61  | 1. Okt. 2015  | Nilai (MLY)        | Irak                | 1:3      | AFC Futsal Championship (Qualifikation) |
| 62  | 2. Okt. 2015  | Nilai (MLY)        | Katar               | 1:2      | AFC Futsal Championship (Qualifikation) |
| 63  | 7. Sep. 2017  | Schardscha         | Oman                | 3:1      | Freundschaftsspiel                      |
| 64  | 8. Sep. 2017  | Schardscha         | Oman                | 4:1      | Freundschaftsspiel                      |
| 65  | 11. Sep. 2017 | Dubai              | Tadschikistan       | 2:4      | Freundschaftsspiel                      |
| 66  | 16. Sep. 2017 | Aşgabat (TMS)      | Malediven           | 3:1      | Asian Indoor & Martial Arts Games       |
| 67  | 18. Sep. 2017 | Aşgabat (TMS)      | Usbekistan          | 1:5      | Asian Indoor & Martial Arts Games       |
| 68  | 19. Sep. 2017 | Aşgabat (TMS)      | Volksrepublik China | 5:1      | Asian Indoor & Martial Arts Games       |
| 69  | 21. Sep. 2017 | Aşgabat (TMS)      | Afghanistan         | 3:4      | Asian Indoor & Martial Arts Games       |
| 70  | 2. Nov. 2017  | Schardscha         | Usbekistan          | 4:5      | Freundschaftsspiel                      |
| 71  | 3. Nov. 2017  | Schardscha         | Usbekistan          | 0:4      | Freundschaftsspiel                      |
| 72  | 10. Nov. 2017 | Bangkok (THA)      | Saudi-Arabien       | 1:1      | AFC Futsal Championship (Qualifikation) |
| 73  | 11. Nov. 2017 | Bangkok (THA)      | Irak                | 0:2      | AFC Futsal Championship (Qualifikation) |
| 74  | 12. Nov. 2017 | Bangkok (THA)      | Bahrain             | 1:4      | AFC Futsal Championship (Qualifikation) |
| 75  | 8. Okt. 2018  | Kalba              | Oman                | 3:1      | Freundschaftsspiel                      |
| 76  | 9. Okt. 2018  | Kalba              | Oman                | 3:2      | Freundschaftsspiel                      |
| 77  | 12. Okt. 2018 | Kalba              | Saudi-Arabien       | 2:4      | Freundschaftsspiel                      |
| 78  | 13. Okt. 2018 | Kalba              | Saudi-Arabien       | 2:2      | Freundschaftsspiel                      |
| 79  | 8. Okt. 2019  | Al Bataeh          | Ägypten             | 2:3      | Freundschaftsspiel                      |
| 80  | 9. Okt. 2019  | Al Bataeh          | Ägypten             | 1:4      | Freundschaftsspiel                      |